# Hrabstwo Bedford (Pensylwania)
Hrabstwo Bedford (ang. Bedford County) – hrabstwo w stanie Pensylwania w Stanach Zjednoczonych. Obszar całkowity hrabstwa obejmuje powierzchnię 1017,40 mil² (2635,05 km²). Według szacunków United States Census Bureau w roku 2010 miało 49 762 mieszkańców.
Hrabstwo powstało w 1771 roku. Na jego terenie znajdują się:
- miejscowości (w tym borough i township) – Bedford (siedziba administracyjna), Cumberland Valley, East Providence, East St. Clair, Everett, Hopewell, Hyndman, Juniata, Kimmel, King, Mann, Manns Choice, Napier, New Paris, Pavia, Rainsburg, Saxton, Schellsburg, Snake Spring, South Woodbury, St. Clairsville, West Providence, West St. Clair, Wood, Woodbury,
- obszary niemunicypalne – Alum Bank, Artemas, Bakers Summit, Breezewood, Buffalo Mills, Claysburg, Clearville, Defiance, Fishertown, Imler, Inglesmith, Loysburg, New Enterprise, Osterburg, Queen, Riddlesburg, Six Mile Run.

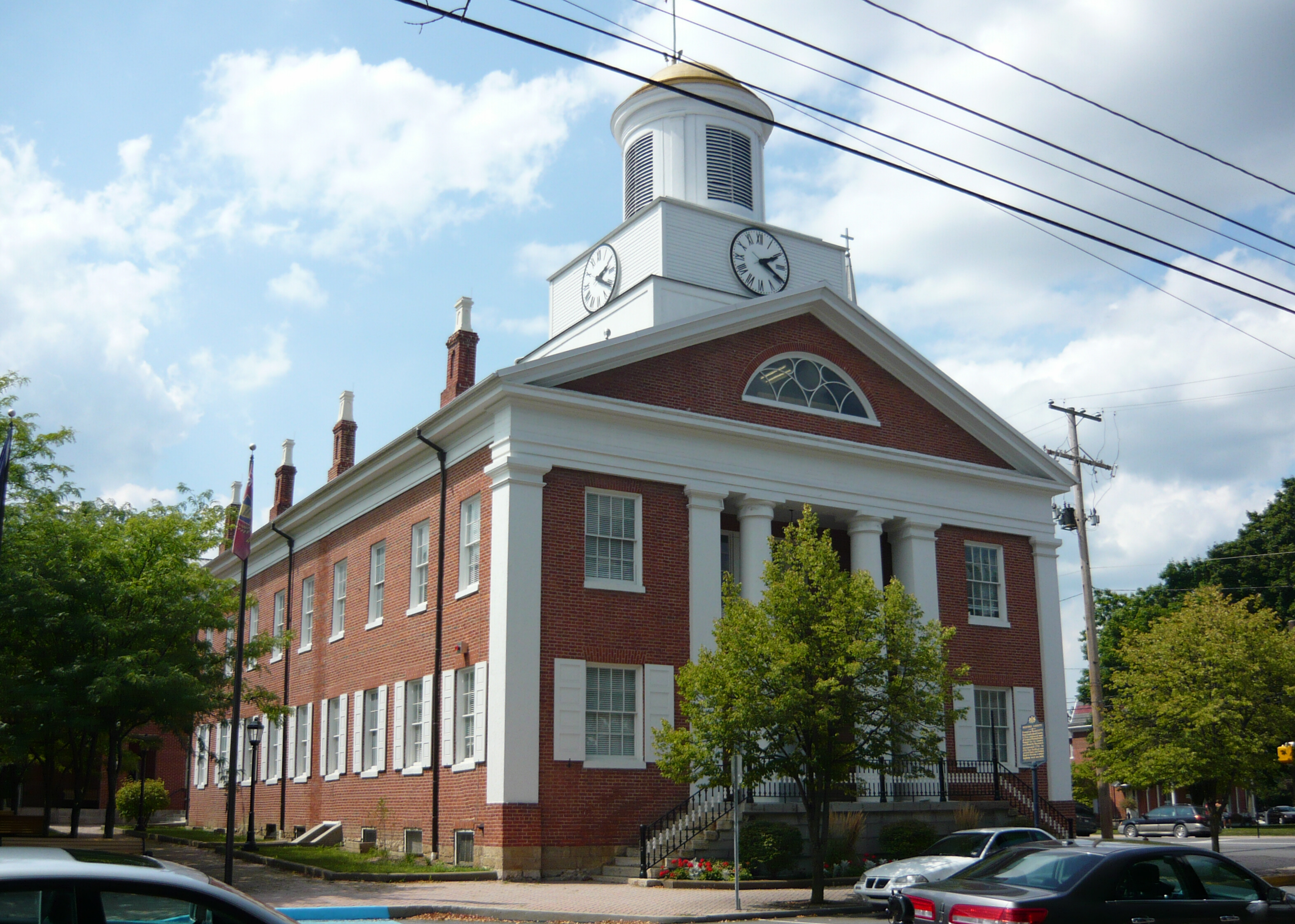
Budynek administracji hrabstwa (courthouse) w Bedford

| Populacja hrabstwa w poprzednich latach | Populacja hrabstwa w poprzednich latach |
| Rok                                     | Liczba ludności                         |
| --------------------------------------- | --------------------------------------- |
| 1980                                    | 46 759                                  |
| 1990                                    | 47 919                                  |
| 2000                                    | 49 984                                  |
| 2005                                    | 50 091                                  |